# Arnarnesgöng
Die Arnarnesgöng sind ein Straßentunnel in den Westfjorden von Island.
Sie wurden 1948 errichtet und ist 30 Meter lang.
Damit sind die Arnarnesgöng der älteste und kürzeste Tunnel in Island.
Durch sie verläuft der Djúpvegur , eine der wichtigsten Straßen in diesem Landesteil.
Die Arnarnesgöng liegen einige Kilometer nordöstlich von Ísafjörður und durchstechen den Arnarneshamar, einen bis ans Meer reichenden Basaltfelsen.
Im Juli 2018 begannen die Voruntersuchungen für die Álftafjarðargöng (2700 m), die diesen Tunnel ablösen und nicht so wetterabhängig werden sollen.
Südlich von Ísafjörður befindet sich mit den Vestfjarðagöng einer der längsten Tunnel im Lande.